# Toole County
Toole County ist ein County im Bundesstaat Montana der Vereinigten Staaten. Der Sitz der Countyverwaltung (County Seat) befindet sich in Shelby.

## Demografische Daten
Nach der Volkszählung im Jahr 2000 lebten im County 5.267 Menschen. Es gab 1.962 Haushalte und 1.308 Familien. Die Bevölkerungsdichte betrug 1,06 Einwohner pro Quadratkilometer. Ethnisch betrachtet setzte sich die Bevölkerung zusammen aus 93,89 % Weißen, 0,15 % Afroamerikanern, 3,19 % amerikanischen Ureinwohnern, 0,30 % Asiaten, 0,02 % Bewohnern aus dem pazifischen Inselraum und 0,32 % aus anderen ethnischen Gruppen; 2,13 % stammten von zwei oder mehr ethnischen Gruppen ab. 1,16 % der Bevölkerung waren spanischer oder lateinamerikanischer Abstammung.
Von den 1.962 Haushalten hatten 32,30 % Kinder und Jugendliche unter 18 Jahre, die bei ihnen lebten. 56,80 % waren verheiratete, zusammenlebende Paare, 6,50 % waren allein erziehende Mütter. 33,30 % waren keine Familien. 30,20 % waren Singlehaushalte und in 13,70 % lebten Menschen im Alter von 65 Jahren oder darüber. Die Durchschnittshaushaltsgröße betrug 2,47 und die durchschnittliche Familiengröße lag bei 3,09 Personen.
Auf das gesamte County bezogen setzte sich die Bevölkerung zusammen aus 25,50 % Einwohnern unter 18 Jahren, 6,80 % zwischen 18 und 24 Jahren, 28,20 % zwischen 25 und 44 Jahren, 23,60 % zwischen 45 und 64 Jahren und 15,90 % waren 65 Jahre alt oder darüber. Das Durchschnittsalter betrug 39 Jahre. Auf 100 weibliche Personen kamen 106,50 männliche Personen, auf 100 Frauen im Alter ab 18 Jahren kamen statistisch 107,20 Männer.
Das jährliche Durchschnittseinkommen eines Haushalts betrug 30.169 USD, das Durchschnittseinkommen der Familien betrug 39.600 USD. Männer hatten ein Durchschnittseinkommen von 27.284 USD, Frauen 19.141 USD. Das Prokopfeinkommen betrug 14.731 USD. 12,90 % der Bevölkerung und 9,70 % der Familien lebten unterhalb der Armutsgrenze. 15,00 % davon waren unter 18 Jahre und 9,50 % waren 65 Jahre oder älter.

## Geschichte
Sieben Bauwerke und Stätten des Countys sind im National Register of Historic Places eingetragen (Stand 9. Februar 2018).

## Orte im Toole County
Citys
| - Shelby |

Towns
| - Kevin - Sunburst |

Census-designated places (CDP)
| - Sweet Grass |

Unincorporated Communitys
| - Devon - Dunkirk - Ethridge - Galata | - Gold Butte - Naismith - Oilmont |

## Sehenswürdigkeiten
- Bethany Lutheran Church (Oilmont)